# ГИЕКСА Арена
Стадион ГКС (пол. Stadion GKS Bełchatów) — футбольный стадион в Белхатуве, на котором проводит свои домашние матчи местный клуб Высшей лиги Польши, ГКС.
Стадион построен в 1977 году. Полностью перестроен в 2001 году. В 2006—2009 годах произведена перестройка трибун.

## Матчи на стадионе

### Матчи сборной Польши
Сборная Польши по футболу провела на стадионе ГКС два матча:
- 27 августа 1996 года  Сборная Польши —  Сборная Кипра — 2:2
- 2 мая 2006 года  Сборная Польши —  Сборная Литвы — 0:1

### Финалы Кубка Польши
На стадионе два раза прошли финальные матчи на Кубок Польши по футболу:
- 1 мая 2007 года — Дискоболия (Гродзиск-Велькопольский) — Корона (Кельце) — 2:0
- 13 мая 2008 года — Легия (Варшава) — Висла (Краков) — 0:0 (по пен. 4:3).

### Финалы Кубка Экстраклассы
- 10 июня 2007 года на стадионе сыгран финальный матч на Кубок Экстраклассы:

ГКС Белхатув — Дискоболия (Гродзиск-Велькопольский) — 0:1